# 인공암벽

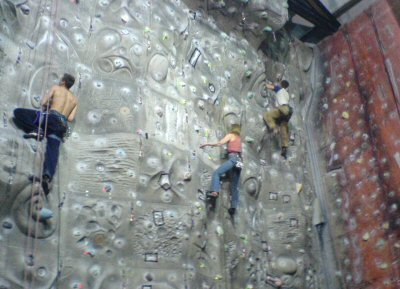
인공암벽

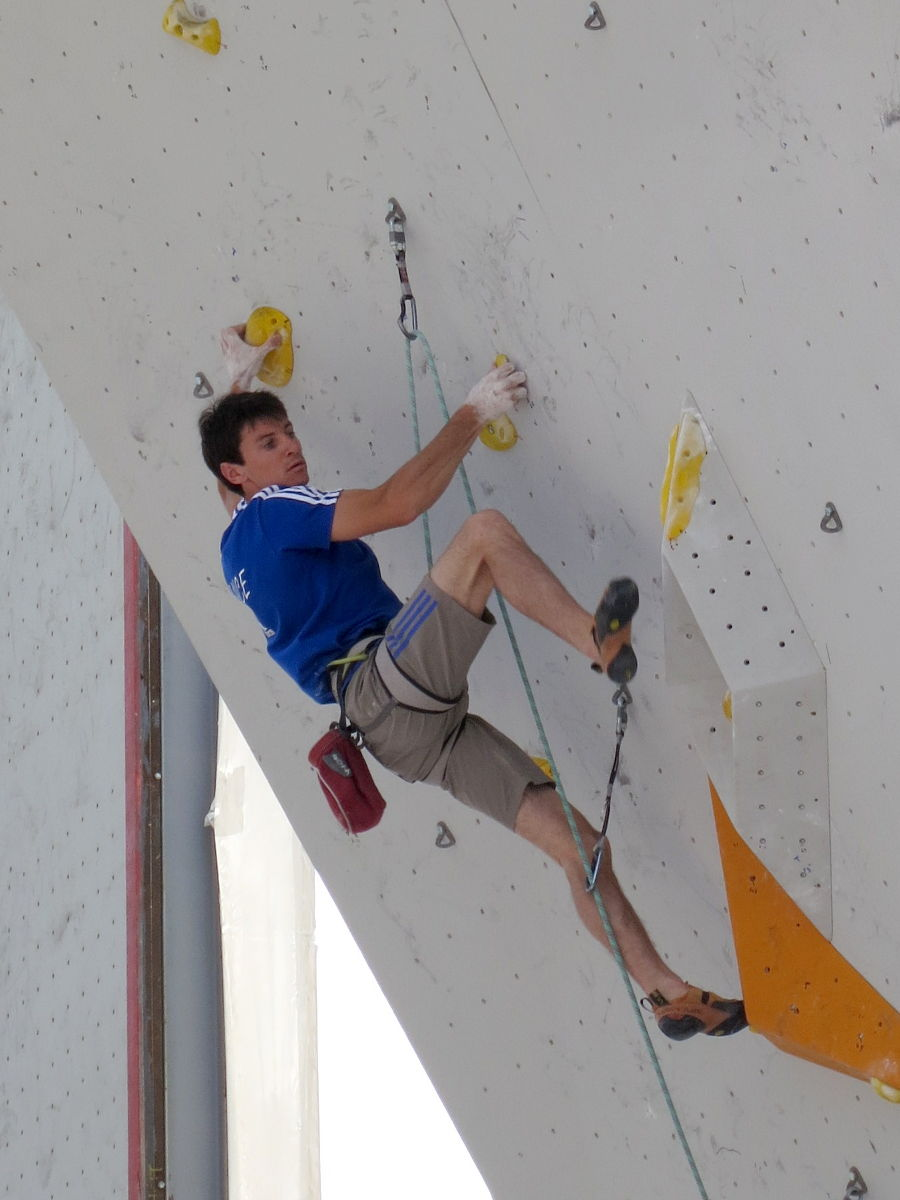
프랑스의 스포츠 클라이머 마누엘 로망

인공 암벽(人工巖壁)은 실내외에 인공으로 만들어진 암벽 구조물로, 이 구조물을 이용하여 스포츠, 여가 활동 등을 하는 사람이 많아졌다. 이것을 이용해 하는 활동을 스포츠클라이밍(영어: Sport climbing)이라고 한다.

## 같이 보기
- 스포츠클라이밍
- 암벽화